# Santa Barbara-missie

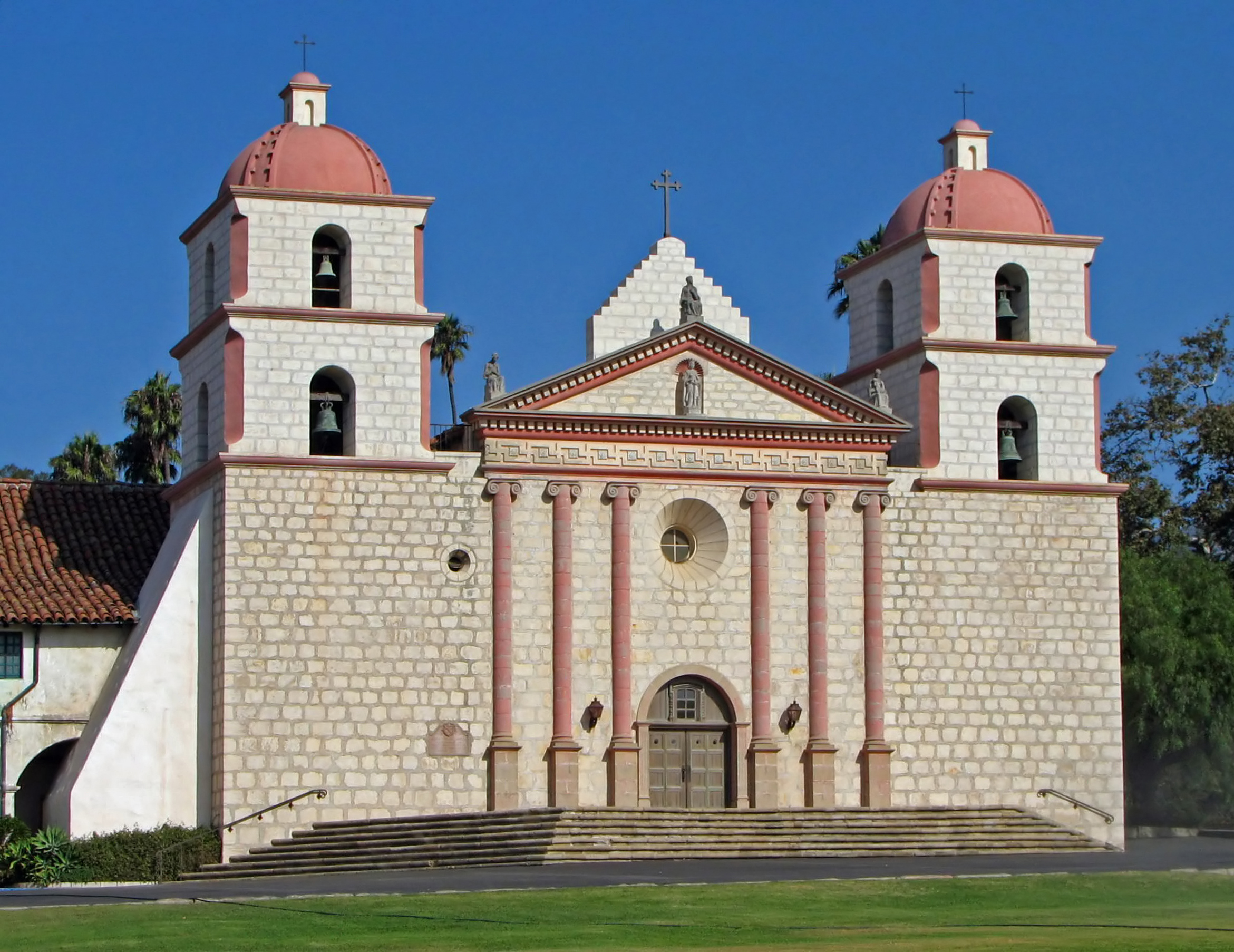
Gevel van de missiekerk van Santa Barbara.

De Santa Barbara-missie (Engels: Mission Santa Barbara of Santa Barbara Mission, Spaans: La Misión de La Señora Bárbara, Virgen y Mártir) is een historisch monument in Santa Barbara, in het zuiden van de Amerikaanse staat Californië. De franciscaner missie werd op 4 december 1786, de feestdag van Barbara van Nicomedië, door padre Fermín Lasuén opgericht om de inheemse Chumash-volkeren te bekeren. Het was de tiende missie van de franciscanen in Alta California. De missie heeft naar haam doorgegeven aan de stad Santa Barbara en de gelijknamige county. Het missiecomplex ligt in een heuvelachtig gebied tussen de Stille Oceaan en de Santa Ynez Mountains, een onderdeel van de Transverse Ranges.
De Santa Barbara-missie is de enige Spaanse missie in Californië die sinds haar oprichting onder de leiding van de franciscanen is gebleven. De kerk is tegenwoordig een parochie in het aartsbisdom Los Angeles. Het complex huisvest tevens een souvenirwinkel, een museum, een franciscaner klooster en een retraitehuis. De missie zelf is eigendom van de broeders.